# Roman Greco
Roman Greco (né Roman Grécu en 1904 et mort en 1989 à Paris) est un peintre français d'origine roumaine. C'est un peintre montmartrois, de l'École de Paris, actif durant les années 1930 à 1970, il a trouvé une large part de son inspiration dans les paysages de la butte Montmartre.

## Biographie
Né en 1904 à Porcesti, un village pauvre et isolé situé dans la région de Sibiu dans les Carpates en Roumanie, Roman Greco est l’aîné de trois enfants, dans la famille d’un petit cordonnier. Son père décide que Roman lui succédera et lui apprend le métier, mais il n’aime pas cette vie et veut devenir artiste peintre. Dès qu’il le peut, il s’isole pour peindre ou dessiner sur du papier, du carton, du bois, des murs. Un jour, le pope du village lui demande de peindre des fresques et des personnages dans une petite chapelle locale, ce qu’il réalise avec succès.
À presque vingt-cinq ans, il part à Bucarest pour s’inscrire au concours de l’école des Beaux-Arts. Reçu premier de sa promotion, il y étudie pendant deux ans et gagne un concours qui offre l’inscription à l’école des Beaux-Arts de Paris avec une bourse d’un an.
Enthousiasmé par la vie parisienne, il tombe amoureux de la butte Montmartre et décide d’y rester. Il y vécut jusqu'à sa mort en 1989. Mais il ne peut survivre qu’avec des petits boulots : homme-sandwich, figurant au théâtre, manutentionnaire aux halles, et, pour quelques pièces, il fait des portraits place du Tertre. À Montmartre, il trouve des amis qui le logent et le soutiennent. Il ne peint pas beaucoup car le matériel coûte cher et finit par s’installer comme artisan, il fabrique des bracelets pour montre et toutes sortes d’articles en peau.
Il se marie un peu avant la guerre, obtient la nationalité française, commence à vendre des tableaux. Petit à petit  il devient une figure de la butte, un familier du Lapin Agile, il retrouve Emil Cioran qu’il avait connu à Bucarest une dizaine d’années plus tôt, leur amitié durera jusqu’au décès de Roman Greco en 1989. Parmi ses amis figurent aussi Bernard Lorjou et Auguste Frémaux avec lesquels il a travaillé et partagé des galeries pour exposer. Jusqu’aux années 1970, ses œuvres seront régulièrement sélectionnées notamment pour les salons d’automne.

## Œuvre
Une grande partie de l'œuvre de Roman Greco trouve son inspiration dans les paysages de la butte Montmartre, dont plus de la moitié de ses tableaux. Son style s'apparente à ses contemporains de l'École de Paris mais avec une approche plus violente. Le galeriste et critique d'art Vallobra analyse ainsi son style dans la revue Apollo à l'occasion du salon d'automne 1967 : 

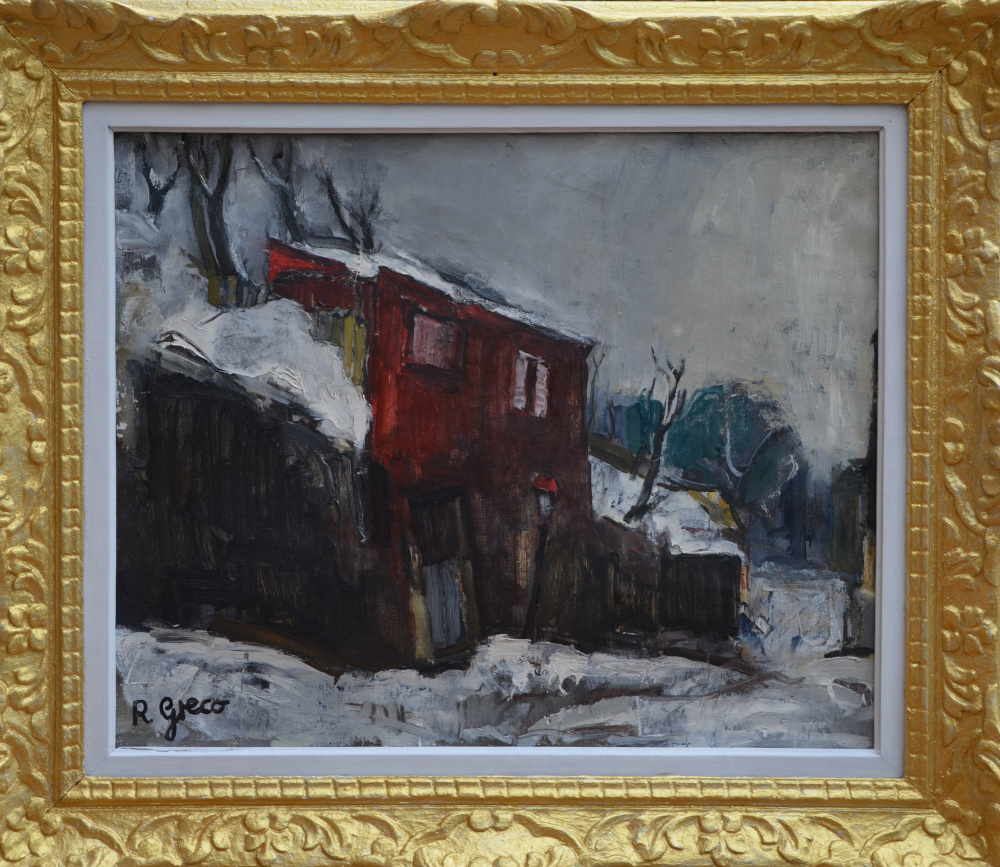
Maison de la Belle Gabrielle, rue Saint-Vincent à Montmartre, huile sur toile, 1962.

« Il m’a été très favorable de pouvoir découvrir et bientôt révéler au grand public, un expressionniste violent, une peintre tragique : Roman-Greco. D’origine roumaine, ce remarquable révolutionnaire de la forme graphico-subjective et de la matière expressive plastico-objective, est en fait un peintre de caractère : un maître. Après sa formation aux Beaux-Arts de Bucarest, il s’installe à Paris, dans un atelier à Montmartre et obtient depuis peu, le  Prix de Monaco. Il a exposé avec Bernard Lorjou dans le cadre de sélection au Salon d'automne en 1961... Le dynamisme de sa déformation caractéristique, confirme chez Roman Greco, la maîtrise et l’originalité. Le colorisme non moins puissant, aux accents fauves accuse un peintre de valeur, dont nous avons remarqué La Conquête de l'espace qu’il a présentée au Salon d’Automne et qui a été sélectionnée pour être présentée au Japon. Nous reviendrons sur ce peintre de caractère, qui est appelé à la haute consécration.
Vallobra »

### Collections privées
Une partie de son œuvre se trouve rassemblée au sein de la collection privée tenue par sa descendance, elle rassemble plus de deux cents œuvres, a été  numérisée et est mise à disposition du public à travers un site web d'un catalogue raisonné et d'expositions publiques.
L'œuvre est constituée pour l'essentiel d'huiles sur toile  et de dessins. Elle est classifiée de la manière suivante : 
- Montmartre[8]
- Natures mortes[9]
- Églises[10]
- Autres œuvres[11]
- Dessins, encres de chine, fusains[12]

## Expositions
Il n'est pas facile de reconstituer minutieusement le parcours du peintre, bien qu'il ait été très régulièrement exposé comme en témoignent des affiches et des articles retrouvés dans les archives de sa descendance.
- Paris
  - Salons d'Automne au moins en 1961 et 1967[13]
  - Galerie Madeleine Horst[14] où il expose aux côtés de peintres comme Yvette Alde, Roger Bertin, Cahours, Caillaux, Culpepper, Grau-Salla, Marixa, Papazoff, Pierre Theron, Jean Vinay.
- Japon - Salon au Japon[15]
- Suisse - Galerie Saint-Germain à Genève où il expose seul ou avec d'autres peintres comme Auguste Fremaux.